# Варасау (Бихор)
Варасау (рум. Varasău) насеље је у Румунији у округу Бихор у општини Брустури. Oпштина се налази на надморској висини од 160 m.

## Становништво
Према подацима из 2002. године у насељу је живело 153 становника.

### Попис2002.
| Расподела становништва по националности 2002.‍ | Расподела становништва по националности 2002.‍ | Расподела становништва по националности 2002.‍ | Расподела становништва по националности 2002.‍ | Расподела становништва по националности 2002.‍ |
| --------------------------------------------- | --------------------------------------------- | --------------------------------------------- | --------------------------------------------- | --------------------------------------------- |
|                                               |                                               |                                               |                                               |                                               |
| Румуни                                        | Румуни                                        |                                               | 58                                            | 38,2%                                         |
| Мађари                                        | Мађари                                        |                                               | 18                                            | 11,8%                                         |
| Словаци                                       | Словаци                                       |                                               | 76                                            | 50,0%                                         |